# سیارک ۲۳۴۵
سیارک ۲۳۴۵ (به انگلیسی: 2345 Fucik، نامگذاری:1974OS) دو هزار و سیصد و چهل و پنجمین سیارک کشف شده‌است که در ۲۵ ژوئیه ۱۹۷۴ کشف شد.
قدر مطلق سیارک برابر ۱۰٫۸۰ است.